# Wilhelm Müller (Politiker, 1875)
Wilhelm Müller (* 29. August 1875 in Enger; † 23. Dezember 1957) war ein deutscher Gewerkschafter und sozialdemokratischer Politiker.
Müller war vor 1933 Mitglied der SPD und Sekretär beim freigewerkschaftlichen Tabakarbeiterverband. Seit 1936 war er im Ruhestand. 
Im Jahr 1946 war Müller Mitglied des Provinzialrates Westfalen und Mitglied des ernannten Landtages von Nordrhein-Westfalen.